# ARV Sculling
De Antwerpse Roeivereniging-sculling, afgekort ARV of ARV Sculling, is een Belgische roeivereniging actief op Hazewinkel.
Ze werd opgericht in 1945 en was sindsdien actief in Wijnegem op het Albertkanaal. Ze beschikt over een uitgebreid internationaal palmares. Het groot economisch succes van het Albertkanaal heeft roeisport daar echter met de tijd onmogelijk gemaakt. Sinds de negentiger jaren van de 20e eeuw is ARV daarom gevestigd in het Sport Vlaanderen domein Hazewinkel.
De naam was vroeger Antwerp Sculling Club. Vandaag gebruikt men nog steeds de 'Sculling', maar ook de afkorting A.R.V. is gemeengoed.
Met het duo Knuysen - Baetens behaalde België voor het eerst sinds vele jaren een zilveren medaille op de Olympische Zomerspelen 1952 van Helsinki in de twee zonder stuurman. Het zou daarna nog tot de Olympische Zomerspelen 1984 in Los Angeles duren, vooraleer de Belgische roeister en roeiers opnieuw met medailleoogst beloond werden (Ann Haesebrouck en Crois-De Loof)
Antwerp Sculling of ARV won de Thames Challenge Cup op de Henley Royal Regatta.
Samen met de Koninklijke Roeivereniging Club Gent zijn het de enige Belgische verenigingen
die dit officieus wereldkampioenschap voor homogene clubachten in de wacht wisten te slepen.
De ploeg van ARV van destijds was overigens voltallig present op de huldiging van de ploeg van KRCG in het clubhuis te Gent in 2001.
ARV was eerlang de organisator van de Golden Oars of Gouden Riemen. Dat was een bijzonder populaire wedstrijd voor acht met stuurman op het Albertkanaal.
ARV is sinds 1999 jaarlijks organisator van het Open Belgian Indoorrowing Championship (kortweg O.B.I.C.) in de Expohal te Deurne (deelgemeente van Antwerpen). Dit is de grootste wedstrijd op Indoor-roeier (hier op Concept2) toestellen van het land. Sinds begin 21ste eeuw beschikt deze club over een nieuw clubhuis met botenloods te Hazewinkel bij Willebroek. De clubkleuren zijn wit met een dubbele rode band.

## Palmares
Een oplijsting van de belangrijkste prestaties van ARV, onder de Belgische vlag en de ARV vlag.

### Skiff

#### Ben Piessens
1947 Zilver – Kampioenschap van Europa – Luzern

#### Leen Blondelle
2006 Zilver – Universitair Wereldkampioenschap Trakai
2007 4de in B Finale – World Cup II Amsterdam 2007
2007 14de - World Cup III Luzern
2007 25ste - World Championships Munich

#### Jo Hammond
2008 5de in A Finale – World Cup II Luzern
2009 4de in A Finale – World Cup I Banyoles

#### Ruben Somers
2017 12de - World Championships U23 Plovdiv
2018 6de - World Cup I Belgrado
2018 12de - World Cup III Luzern
2018 9de - Europees Kampioenschap Glasgow

### Dubbel

#### B. Piessens - WA Collet (RNV)
1948 Goud - Double Sculls Challenge Cup - Henley

#### J. Van Stichel - R. George (UNL)
1952 Goud - Double Sculls Challenge Cup - Henley

#### Ruben Somers
2012 9de - WK Rotterdam
2007 14de - World Cup III Luzern
2018 14de - World Cup I Belgrado

### Twee met stuurman

#### E. Jacobs – H. Matteli
1949  Brons – Kampioenschap van Europa - Amsterdam
1950 Brons – Kampioenschap van Europa - Milaan

#### J. Ghoos – E. Cordemans
1973 4de – WK Junioren Nothingham
1974 5de – WK Junioren Ratzenburg

### Twee zonder stuurman

#### M. Knuysen – R. Baetens
1951 Goud – Kampioenschap van Europa – Macon
1952 Zilver – Olympia Helsinki
1953 Zilver – Kampioenschap van Europa – Kopenhagen
```
Goud
 - Silver Goblets Henley – Baanrecord tot 1965
```

1955 Zilver – Kampioenschap van Europa – Gent
1956 Brons - Kampioenschap van Europa – Bled

#### L. Blondelle – M. Deridder
2001 – WK Junioren Duisburg
2002 – Wereldkampioenschap -23 Regatta

### Vierkoppel
2015 4de - WK U23 Plovdiv

### Vier zonder stuurman

#### J. Ghoos – P. De Weert – F. Dedecker – J. Jordaens
1976 4de in B Finale – Olympische Spelen Montréal

### Acht

#### P. De Coster – W. Masure + Stuurman P. Jones
1974 Goud - Thames Challenge Cup

#### Belgisch nationaal team met: G. De Ryck – R. Clierinck – F. Moerman – D. Caers
1975 8ste – WK Junioren Montreal

#### Belgisch nationaal team met: J.Ghoos – E. Cordemans
1977 – WK Amsterdam

#### Belgisch nationaal team met: T. Ven – J. Ven – P. Ven – L. Ven
1985 – WK Hazewinkel
Belgisch nationaal team met: E. Bertoe Dewachter - N. Vandersteegen
2021 Zilver en Brons - Coupe de la Jeunesse Linz

### Ergometer

#### Paul de Weert
2000 Zilver Veteranen – Wereldkampioenschap Boston

#### Irja Ven
2004  Goud – Wereldkampioenschap Boston